# Семибанкірщина
Семибанкірщина (сім банкірів; слово утворено за аналогією з історичним терміном семибоярщина) — популярна у російських ЗМІ 1996 і ряду наступних років назва групи із семи (різні джерела називали різні прізвища, тому фактично — дев'яти великих представників російського фінансового бізнесу (т. зв. олігархів), які відігравали значну політичну й економічну роль, що володіли ЗМІ, і неформально об'єдналися, попри внутрішні розбіжності, з метою забезпечити переобрання Б. Н. Єльцина на наступний термін на президентських виборах 1996 року:
1. Борис Березовський — ЛогоВаз
2. Михайло Ходорковський — Роспром Груп (Менатеп)
3. Михайло Фрідман — Альфа-Груп
4. Петро Авен — Альфа-Груп
5. Володимир Гусинський — Група «Мост»
6. Володимир Потанін — Онексімбанк
7. Олександр Смоленський — СБС-Агро (Банк Столичний)
8. Володимир Виноградов — Інкомбанк
9. Віталій Малкін[2][3] — Російський кредит

Термін введений 14 листопада 1996 року журналістом Андрієм Фадіним (загинув в автомобільній аварії 20 листопада 1997 року), який опублікував у «Общей газете» статтю «Семибанкірщина як новоруський варіант семибоярщини». Список банкірів у статті спирався на дане 1 листопада 1996 року Борисом Березовським інтерв'ю Financial Times, де він назвав імена семи осіб, що контролюють понад 50 % російської економіки і спільно впливають на прийняття найважливіших внутрішньополітичних рішень в Росії.
В націоналістичних ЗМІ список семи (без Потаніна і Виноградова) приводився як аргумент до тези «Євреї захопили Росію» (всі семеро мали єврейське походження).
Це слово використовувалося також письменником А. В. Солженіциним в історико-публіцистичному творі «Росія в обвалі», опублікованій у 1998 році:
| Чуть позже проступила Семибанкирщина, напрямую сговорившаяся контролировать высшую власть над Россией. (Почти 50 % экономики России — уже в их руках, а будет и больше. По самым новейшим данным — 15 крупнейших компаний и банков контролируют 70 % экономики страны.) |

Під час другого терміну Єльцина і за часу правління Путіна (з 2000) доля членів об'єднання була різною:
- до 2010—2013 років зберегли своє становище тільки Фрідман, Авен і Потанін;
- політична значимість Смоленського різко знизилася ще за Єльцина, в 2003 році він позбувся своїх банківських активів;
- Виноградов також почав втрачати вплив ще в кінці 1990-х, а в 2008 році він помер від інсульту, будучи вельми обмеженим матеріально;
- Віталій Малкін після краху банку почав політичну кар'єру і до 26.03.2013 представляв Бурятію в Раді Федерації, станом на 2014 рік обіймав 130-е місце в рейтингу найбагатших бізнесменів Росії;
- Березовський (хоча і сприяв піднесенню Путіна і його партії «Єдність» в 1999 році) і Гусинський за Путіна опинилися в опалі і покинули Росію в 2000 році. Березовський помер 23 березня 2013 року в Лондоні від повішення, обставини смерті достовірно встановити не вдалося.[7]
- Михайло Ходорковський, який збирався продати свій нафтовидобувний бізнес західним інвесторам, у 2003 році був заарештований, а потім засуджений до 8 років позбавлення волі за звинуваченням у шахрайстві, ухиленні від податків та інших злочинах. У 2009—2010 рр. відбувся новий судовий процес, і він отримав новий термін, 14 років за розкрадання нафти у компанії ЮКОС, на чолі якої перебував. 21 грудня 2013 року Михайло Ходорковський був помилуваний і в той же день вивезений в Берлін. На той час він планував проживати в швейцарській громаді Рапперсвиль-Йона в кантоні Санкт-Галлен, у зв'язку з чим, в березні 2014 року, Ходорковським були подані документи на отримання постійної посвідки на проживання в Швейцарії[8][9].